# Източноевропейско време
| светло синьо  | Западноевропейско време (WET) (UTC+0)                                                   |
| синьо         | Западноевропейско време (WET) (UTC+0) Западноевропейско лятно време (WEST, BST) (UTC+1) |
| червено       | Централноевропейско време (CET) (UTC+1) Централноевропейско лятно време (CEST) (UTC+2)  |
| светло жълто  | Източноевропейско време (EET) / Калининградско време (UTC+2)                            |
| златисто      | Източноевропейско време (EET) (UTC+2) Източноевропейско лятно време (EEST) (UTC+3)      |
| светло зелено | Далекоизточноевропейско време (FET) (UTC+3)                                             |

Източноевропейско часово време (на английски: Eastern European Time, EET) е едно от имената на часова зона UTC+2. С това време се ползват някои страни в Европа, Северна Африка и Близкия Изток. Повечето от тях използват и източноевропейско лятно време UTC+3 (на английски: Eastern European Summer Time, EEST) като лятното часово време.
В по-тесен смисъл под източноевропейско време се подразбира система за изчисляване на времето в онези страни от Източна Европа (Финландия, Естония, Латвия, Литва, Украйна, Молдова (също непризнато Приднестровие), Румъния, България, Гърция, Кипър, Турция), където през зимата се използва часова зона UTC+2, а през лятото – часова зона UTC+3.

## През зимата в Северното полукълбо (ноември-март)
Следните страни и територии използват източноевропейско време през зимата, между 1:00 UTC на последната неделя на октомври и 1:00 часа UTC на последната неделя на март:
- България
- Гърция
- Естония
- Израел
- Йордания
- Кипър
- Латвия
- Ливан
- Литва
- Молдова
- Палестина
- Румъния
- Сирия
- Украйна[1]
- Финландия, включително Оландските острови

## През цялата година
През цялата година в зоната UTC+2 (по стандартно (зимно) източноевропейско време) живеят:
- Египет
- Либия
- Демократична република Конго (източна част)

- Дамско Уэле
- Топ Уэле
- Итури
- Чопо
- Северно Киву
- Касаи
- Санкуру
- Маниема
- Южно Киву
- Лулуа
- Източното Касаи
- Ломами
- Танганайка
- Топ Ломани
- Луалаба
- Горната Катанга

- Руанда
- Бурунди
- Замбия
- Малави
- Ботсвана
- Зимбабве
- Мозамбик
- Есватини
- Лесото
- Република Южна Африка